# Grattepanche
Grattepanche là một xã ở tỉnh Somme, vùng Hauts-de-France, Pháp.

## Địa lý
Thị trấn này tọa lạc trên đường D75e, khoảng 10 dặm Anh về phía nam của Amiens.

## Dân số
| 1962                                                           | 1968 | 1975 | 1982 | 1990 | 1999 |
| -------------------------------------------------------------- | ---- | ---- | ---- | ---- | ---- |
| 87                                                             | 120  | 148  | 179  | 243  | 269  |
| Số liệu điều tra dân số từ năm 1962, dân số không tính hai lần |      |      |      |      |      |

## Địa điểm nổi bật
- Nhà thờ
- Đài tưởng niệm chiến tranh

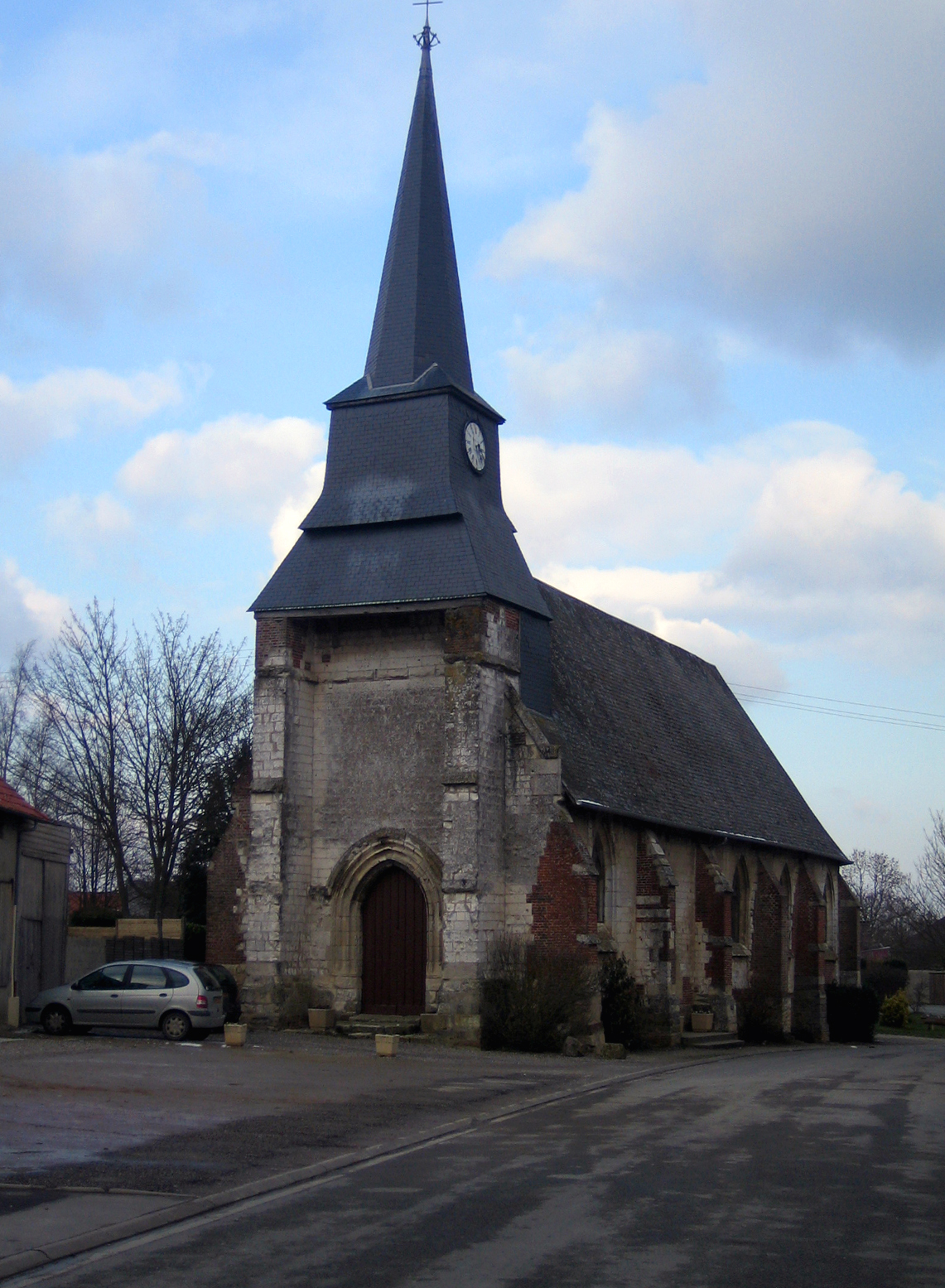
Nhà thờ.
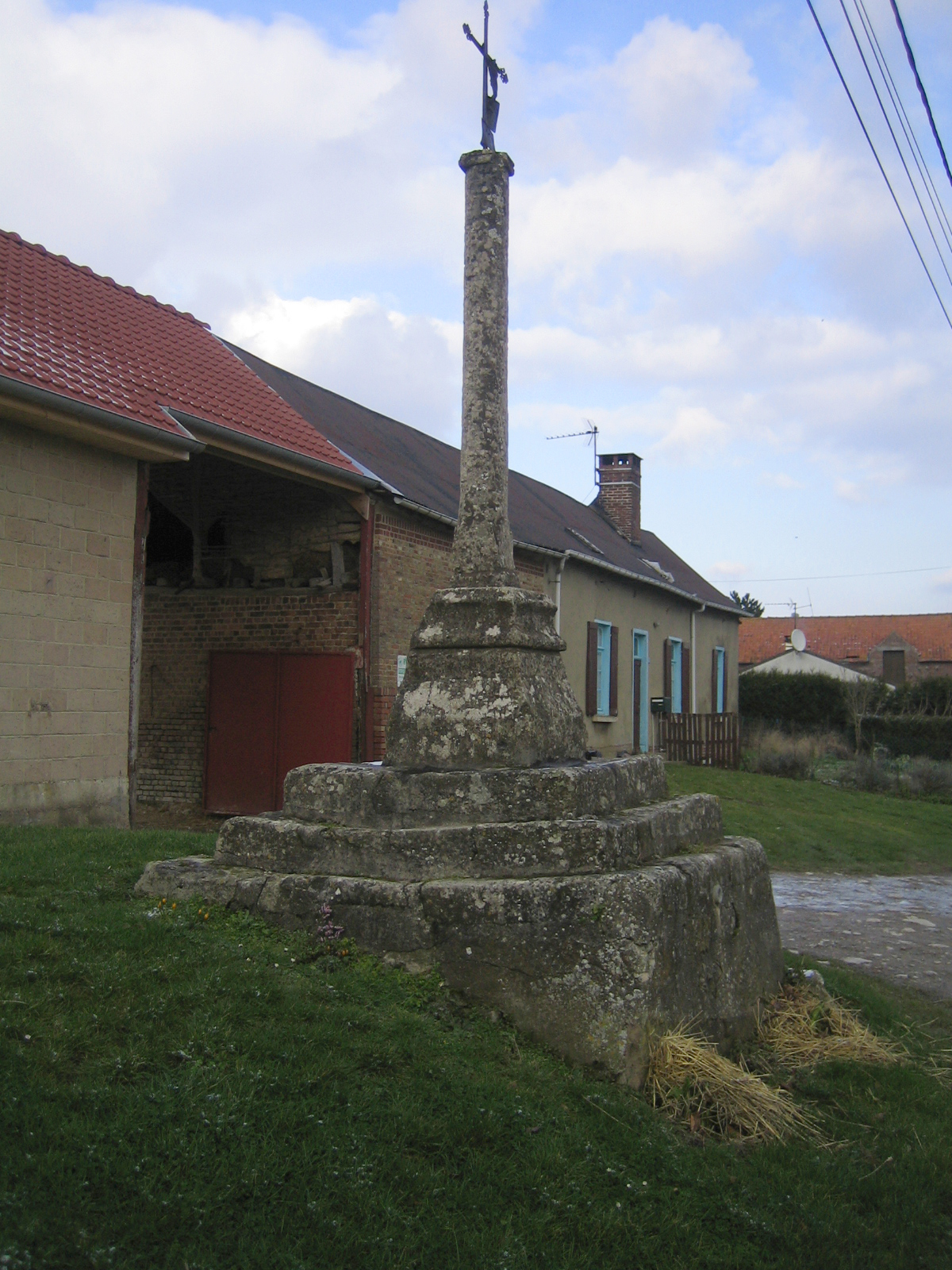
The calvary
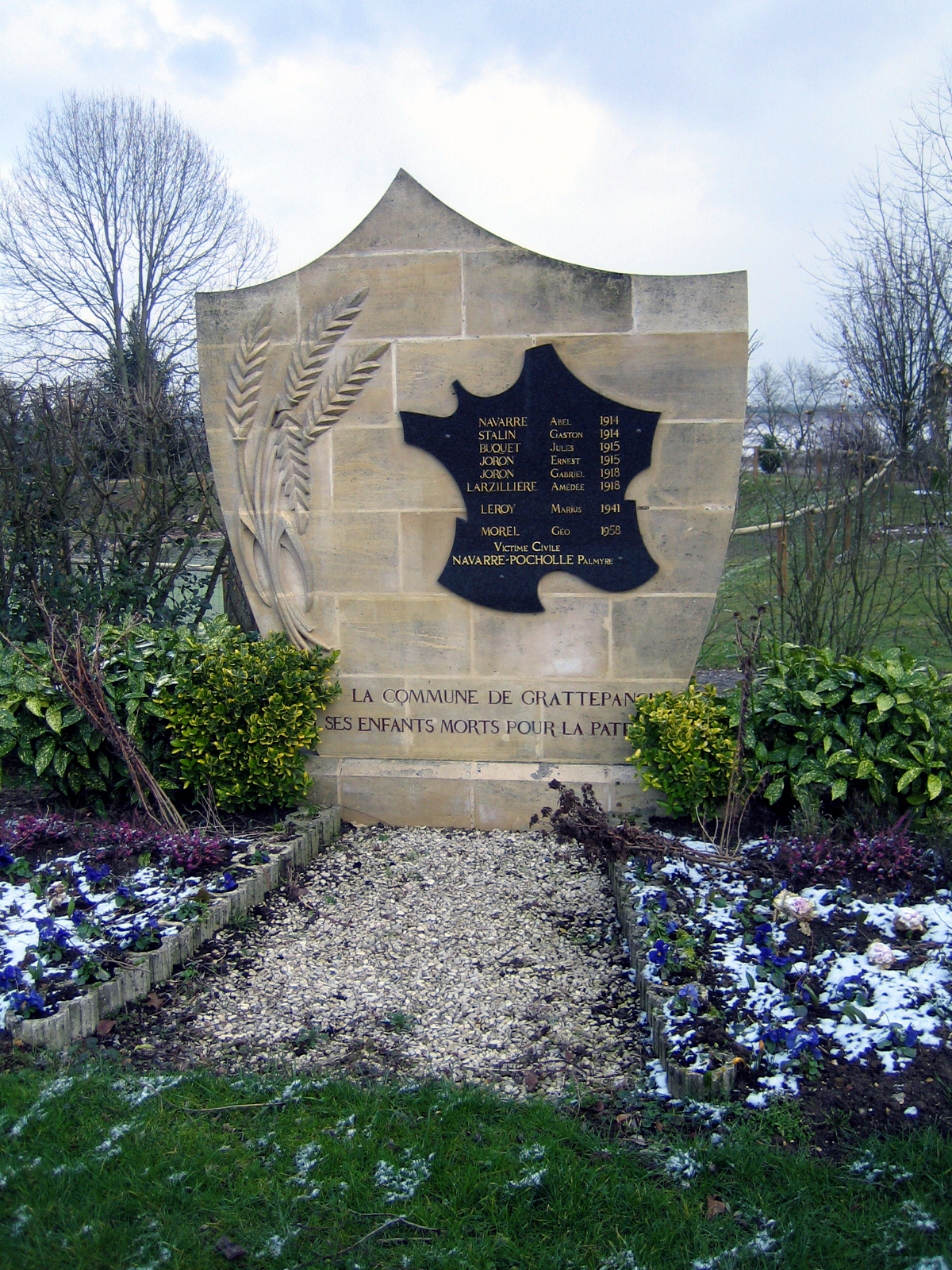
Đài tưởng niệm chiến tranh